# Donji Stranjani
Donji Stranjani (em cirílico: Доњи Страњани) é uma vila da Sérvia localizada no município de Prijepolje, pertencente ao distrito de Zlatibor. A sua população era de 78 habitantes segundo o censo de 2011.

## Demografia
| 1948 | 1953 | 1961 | 1971 | 1981 | 1991 | 2002 | 2011 |
| ---- | ---- | ---- | ---- | ---- | ---- | ---- | ---- |
| 572  | 660  | 700  | 618  | 464  | 275  | 120  | 78   |